# بتیویا (مونتانا)
بتیویا (به انگلیسی: Batavia) شهری در ایالت مونتانا کشور ایالات متحده آمریکا است که جمعیت آن در سرشماری سال ۲۰۱۰ میلادی، ۳۸۵ نفر بوده‌است.